# Phường 3, thành phố Tây Ninh
Phường 3 là một phường thuộc thành phố Tây Ninh, tỉnh Tây Ninh, Việt Nam.

## Địa lý
Phường 3 nằm ở phía nam thành phố Tây Ninh, có vị trí địa lý:
- Phía đông giáp Phường IV và phường Hiệp Ninh
- Phía tây giáp Phường 1 và Phường 2
- Phía nam giáp thị xã Hòa Thành và huyện Châu Thành
- Phía bắc giáp phường Hiệp Ninh.

Phường 3 có diện tích 5,27 km², dân số năm 2022 là 23.981 người, mật độ dân số đạt 4.550 người/km².

## Hành chính
Phường 3 được chia thành 7 khu phố: 1, 2, 3, 4, 5, 6, 7.

## Lịch sử
Ngày 29 tháng 12 năm 2013, Chính phủ ban hành Nghị quyết số 135/NQ-CP về việc thành lập thành phố Tây Ninh thuộc tỉnh Tây Ninh. Phường 3 trực thuộc thành phố Tây Ninh.